# Château de Turňa
Le château de Turňa (en slovaque : Turniansky hrad, en hongrois :  Tornai vár) est un ancien château fort en ruine situé dans la région de Košice en Slovaquie.

## Histoire
Sur la colline au-dessus de la ville actuelle de Turňa nad Bodvou se trouvait peut-être déjà auparavant un colline fortifiée. Après l'invasion tartare, la ville et ses environs étaient la propriété du comes Tekus et de ses frères Both et Baach. La construction d'un château en pierre est mentionné pour la première fois dans une charte de 1387 dans laquelle le roi Sigismond de Hongrie donne la permission à des membres du clan Tekus (Tekus  nemzetség) de construire un château sur la colline stérile au-dessus de la colonie de Torna (actuelle Turňa) qu'ils possèdent. Ce nouveau château devient alors le centre du domaine et la résidence de la famille qui prend le nom de "Tornai". Cette famille Tornai s'éteint en ligne masculine en 1406 et le château passe alors István Berencsi, qui prend également le nom de "Tornay". Cette famille Tornay s'éteint à son tour en 1440 et le domaine passe aux mains de Imre Bebek (en). Tué lors de la bataille de Kosovo (1448), le château est occupé par les Hussites en 1448. Il est récupéré par Jean Hunyadi en 1451. En 1476, le village reçoit le statut de ville de marché (mezőváros en hongrois) du roi Matthias. Ses propriétaires, Ferenc Bebek et Imre Bebek, sont partisans de l'empereur. Imre Bebek se rallie plus trad au roi Jean.
En 1556, le château est occupé par les chefs impériaux Dietrich et Puchheim (de) pour Ferdinand I avec un court siège, mais ils sont forcés de se rendre la même année aux armées de György Bebek (hu), főispán de Gömör. En 1567, le château est occupé par l'armée impériale de Gáspár Mágócsy (hu). En cette même année s'éteint la famille Bebek en la personne de György Bebek. Resté aux mains impériales, le domaine est cédé à la famille Mágócsy. En 1612, il est occupé par les armées de Gabriel Bethlen et retourne à Ferdinand II par la paix de Vienne (1624). En 1652 et en 1675, la ville est attaquéee et pillée par les Turcs basés à Eger. En 1678, l'armée du chancelier transylvanien Mihály Teleki est aux pieds du château, les soldats hongrois de la garde affrontent les mercenaires allemands qui remettent la place aux Transylvains. En 1679, la forteresse est reprise par le général von Leslie. En 1683, Cheytan Ibrahim Pacha combat les armées d'Imre Thököly et occupe le château. Par la suite, le château est occupé par les kurucs puis pris sans combat par le général impérial von Schultz. Il est peu de temps plus tard détruit.

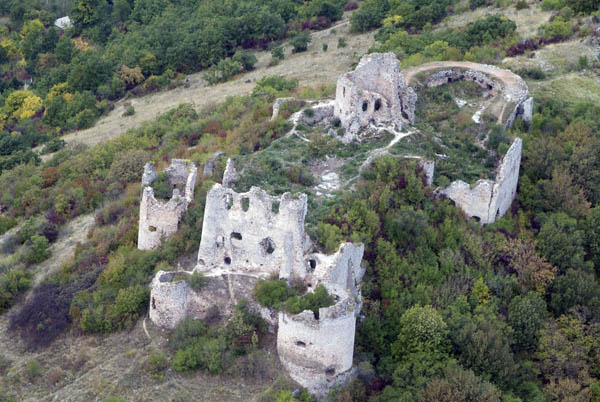
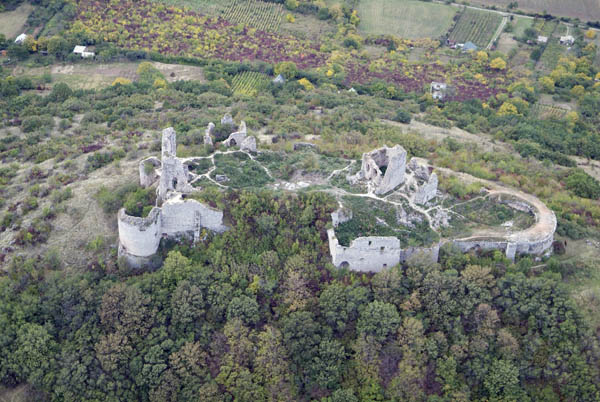
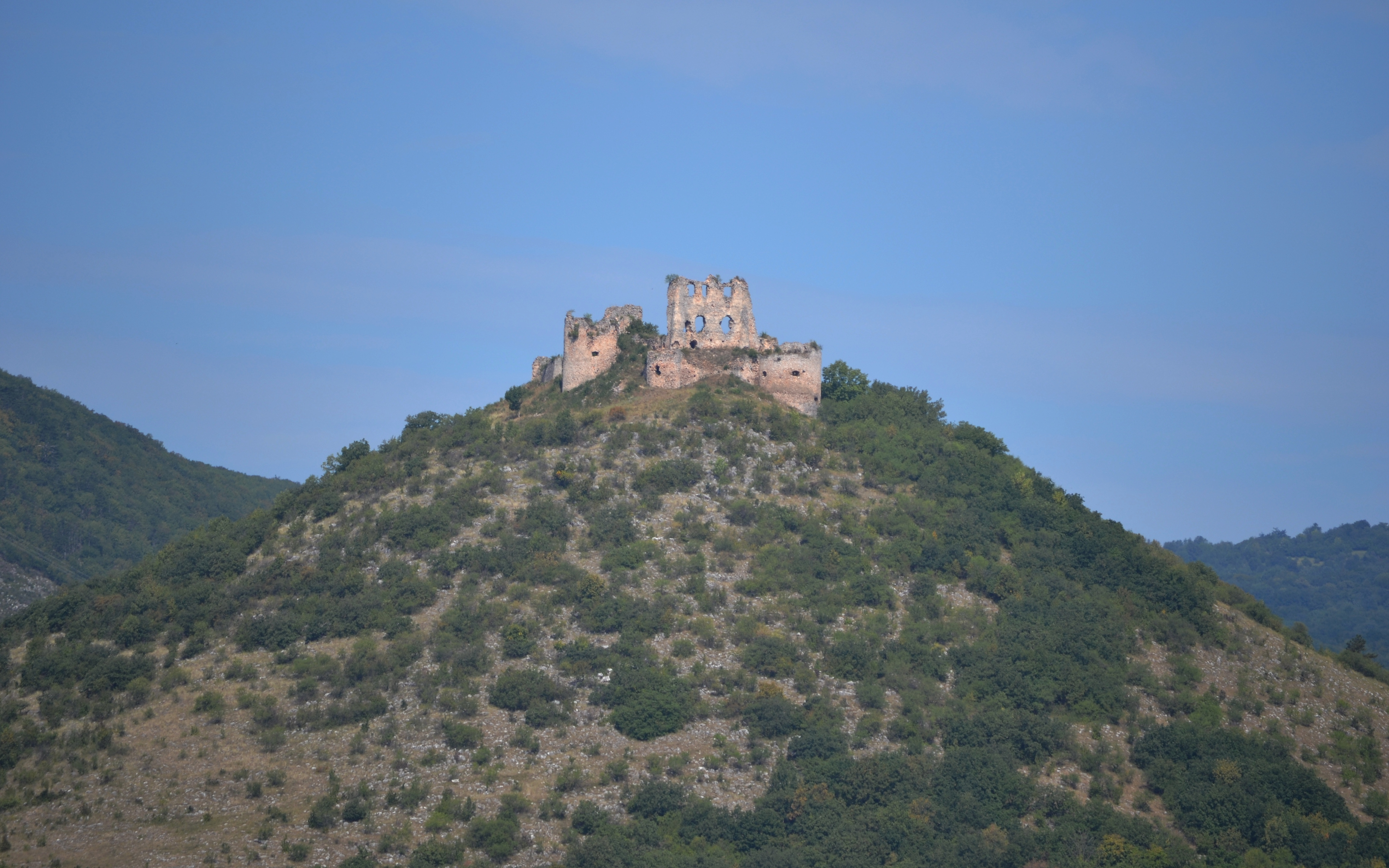
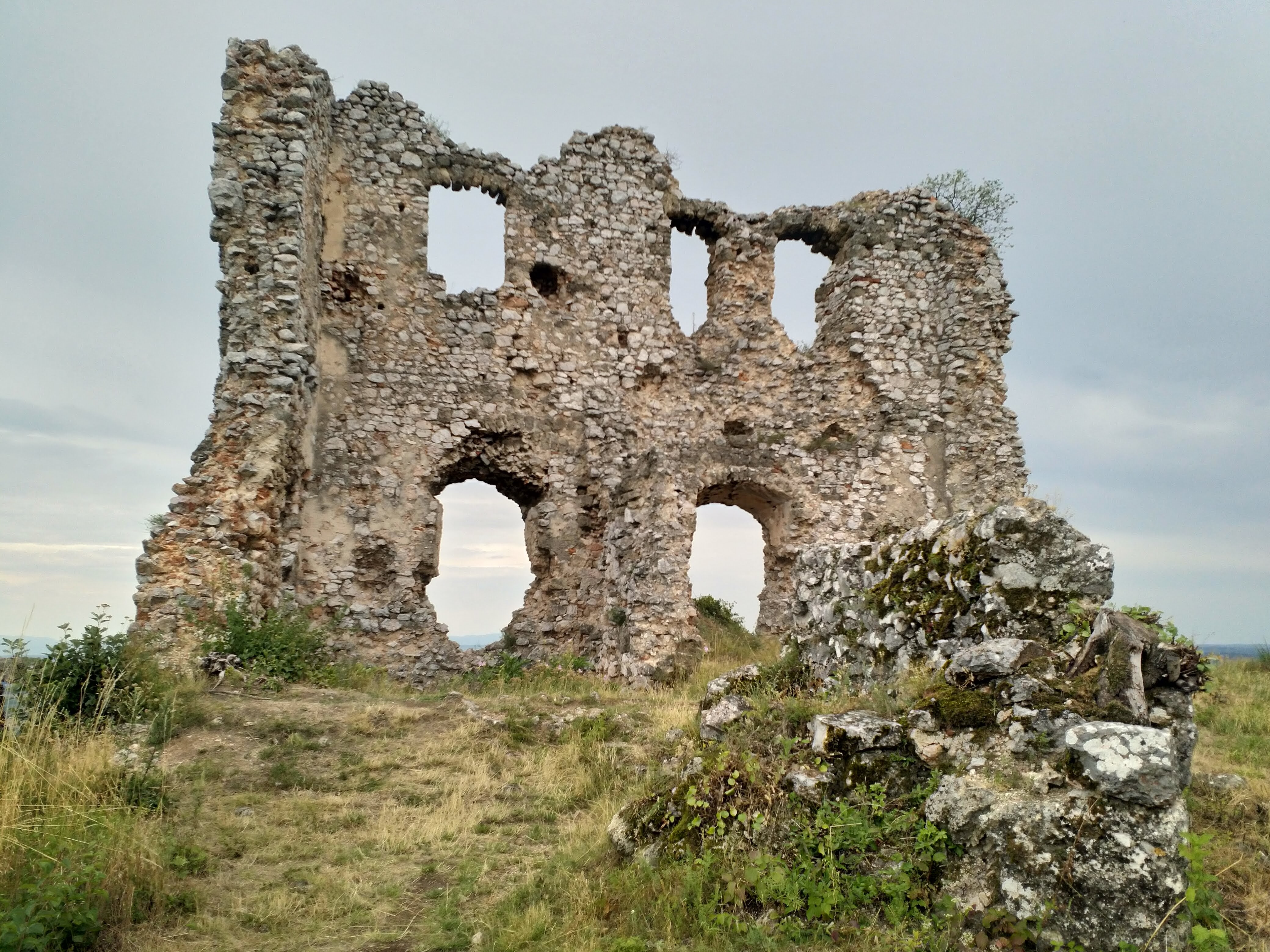
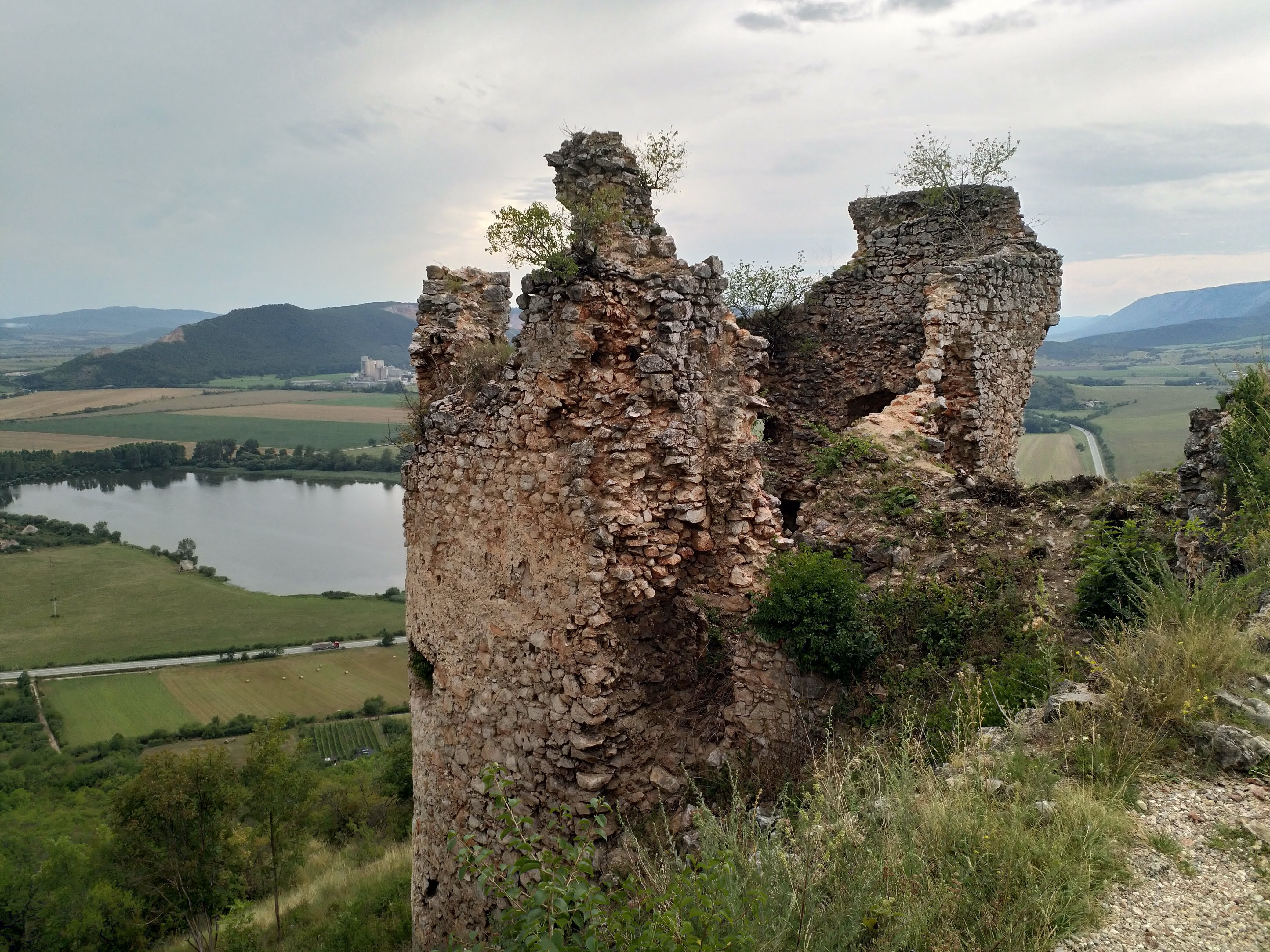
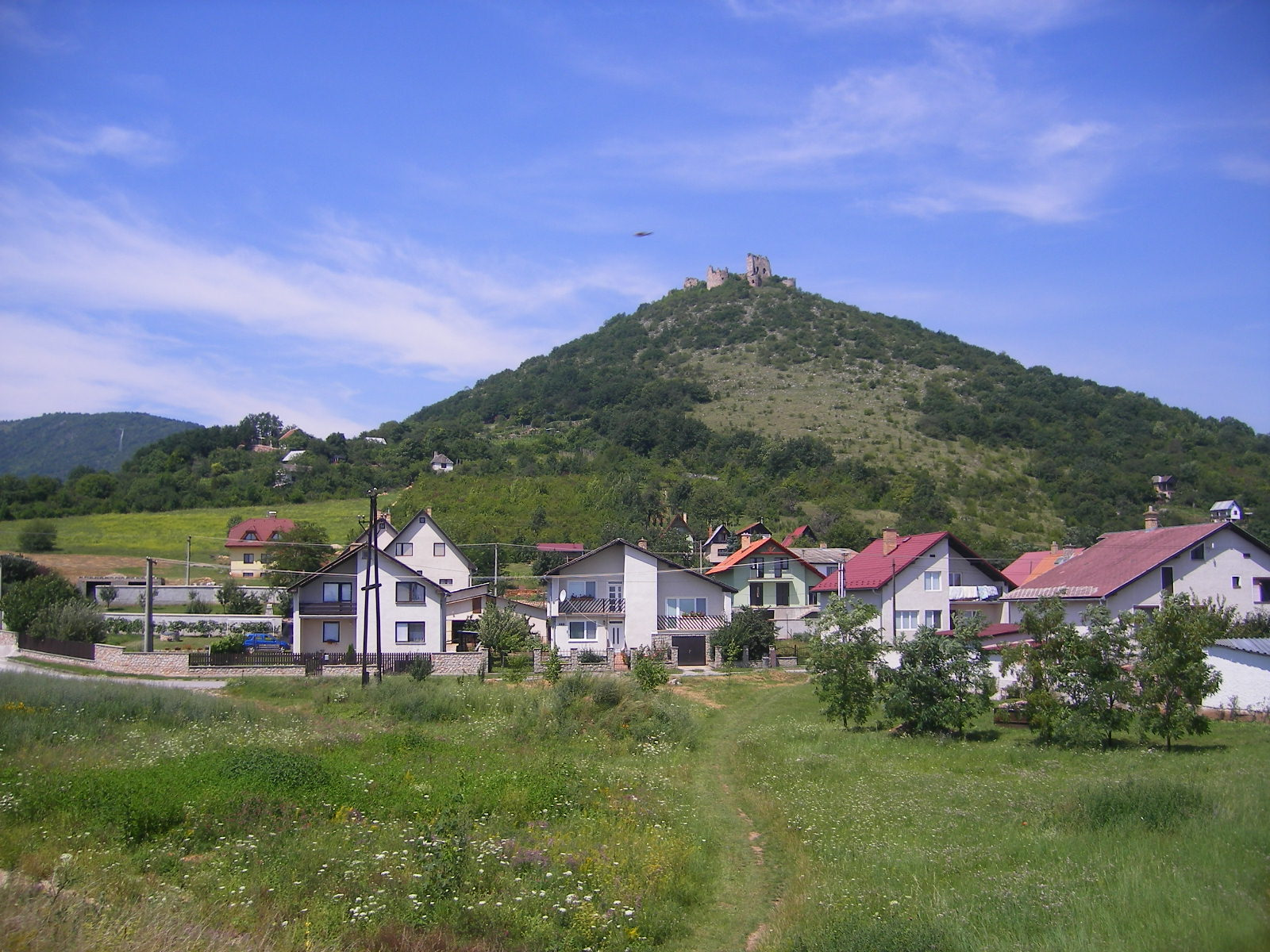